# Тунгуська народна республіка
Тунгу́ська наро́дна респу́бліка — короткочасне державне утворення тунгусів (сучасне — евенки), існувало протягом 1924—1925 років на території сучасного Хабаровського краю.

## Символіка
Біло-зелено-чорний триколор, білий колір символізував сніг, зелений — тайгу, чорний — землю.

## Передуючі обставини
Головним поштовхом виступів вважається відділення в квітні 1922 року Охотського краю з передачею в склад Приморської області і Камчатської губернії.
Радянська влада проводила «продрозверстку» і серед тунгусів, вилучаючи головний засіб існування — оленів. На Охотському узбережжі ОДПУ, примушуючи платити непомірні податки, займалися прямим терором населення, знімали данину за дичину, дрова, зброю, собак, обідрану кору дерев, почали збирати і податки, які проводили білогвардійці з 1919 до приходу радянської влади. Залишившись майже без засобів для існування, місцеві жителі взялися за зброю.

## Перебіг повстання
Повстання очолили Михайло Артем'єв та Павло Карамзін — представник місцевої родової аристократії. У травні було захоплено загоном в 25-30 тунгусів містечко Нелькан.
По тому загін в 60 чоловік 6 червня після майже доби боїв зайняв порт Аян, ліквідовано начальника ОГПУ та трьох червоноармійців. Представників радянської влади, що здалися в полон, повсталі відпустили та відправили в Якутію.

## Проголошення республіки
В Нелькані було скликано з'їзд усіх тунгусів — аяно-нельканських, охотсько-аянських і маймаканських та якутів, на якому проголошено відокремлення від Радянської Росії та оголошено про створення самостійної держави. Було оголошено про створення Тимчасового центрального тунгуського управління, Артем'єва обрали начальником штабу збройних загонів, П. Карамзіна — начальником загонів всіх тунгусів.
На наступному Всетунгуському з'їзді Охотського узбережжя в Аяні 14 липня оголошується про незалежність тунгуського народу та недоторканність його території з морськими, лісовими, гірськими багатствами та ресурсами.
На з'їзді пропонувалося відновити старі тракти Якутськ — Охотськ, Нелькан — Аян та Нелькан — Усть-Мая — для відновлення колишніх економічних зв'язків із Якутією, приділялася увага й господарському та культурному розвитку.
Було прийнято звернення до Ліги націй, в якому керівники республіки просили світову громадськість здійснити заходи по порятунку від «спільного ворога світового націоналізму — російського комунізму». Затверджено прапора та гімн.

## Бої

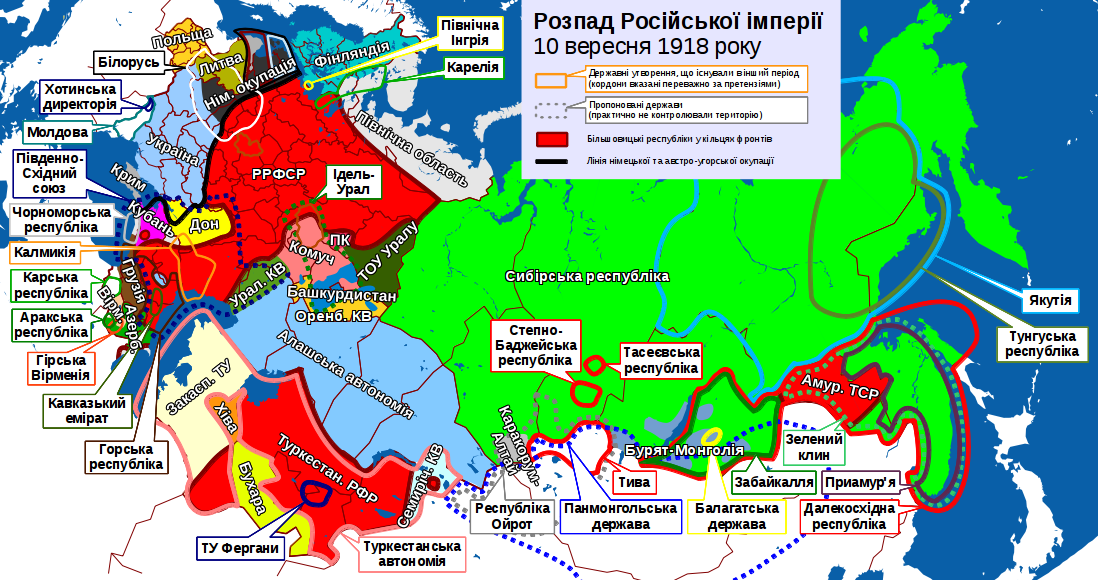
ТНР на карті розпаду Російської імперії

Безпосереднім поштовхом до бойових дій став розстріл червоноармійцями Охотського ОДПУ у вересні 1924 року поблизу поселення Улья трьох рибалок-росіян, двох тунгусів та одного якута. Відповіддю стало утворення загонів самооборони. Загін Артем'єва без бою займає село Петропавловськ, за 315 кілометрів від Якутська. Повстанський рух поширився на Абийський, Верхоянський, Оймяконський улуси. 31 грудня 1924 року загони займають населений пункт Арка. До Нелькана рушив загін під командуванням Г. Рахматуліна-Боссоойки, 40 чоловік загону Михайлова рушили до Східно-Кангаласького улусу, читаючи звернення місцевим жителям.
На придушення республіки рушив загін червоних кавалеристів під командуванням Івана Строда. Однак в лютому 1925 року 150 тунгусів під командуванням Карамзіна захопили містечко Новоє Устьє — його обороняло 317 червоноармійців з 7 кулеметами. По тому повстанці вирушили на Усть-Маю та Оймякон.
Для боротьби з повстанцями скликається III Надзвичайна сесія Якутської ЦВК. Секретар обкому Байкалов К. К. назвав повстанців «бандитами», їх керівників — «задурманеними ілюзіями елементами». Йосип Сталін направляє Байкалову, котрий керував ліквідацією повстання, інструкцію із вказівками щодо подальших дій.
Тоді більшовцька влада вирішує змінити тактику, починаються перемовини про перемир'я, у травні 1925 року обіцяно тунгусам повну амністію, забезпечення національного відродження та «возз'єднання» з Якутською АРСР. Загони під керівництвом Артем'єва та Карамзіна на ці пропозиції пристають і складають зброю після оголошеного перемир'я. Першим склав зброю загін Артем'єва, 18 червня — загін Карамзіна, що знаходився на той час в місцевості «Медвежа голова», за 50 км від Охотська. Загалом склало зброю 484 повстанці загону Артем'єва та 35 — Карамзіна.

## Наслідки
1927 року, після зміцнення більшовицької влади на Далекому сході достатньо зміцніла, в Охотському краї проти учасників повстання почалися масові репресії. Сотні людей було розстріляно та відправлено до таборів. Репресії продовжувалися до початку Другої світової війни, загалом було розстріляно 128 людей, 130 отримали різні тюремні терміни, серед засуджених були й представники інтелігенції, котрі навіть засуджували повстання.
В часі реакції Якутський обком ВКП(б) постановив ліквідувати культурно-просвітницьке товариство «Саха омук», незважаючи на те, що його члени боролися з повстанськими загонами.